# Studiul populației

## Introducere în  studiul  populației
Interesul major acordat cercetării populației umane, este evidențiat de numărarea acesteia, începând din antichitate și până în prezent.

Populația umană este un termen care se referă la numărul oamenilor care trăiesc la un moment dat pe un anumit teritoriu, care poate să fie o localitate, o țară, sau un continent. Demografia este o disciplină academică care studiază numărul, structura, densitatea și mișcarea naturala si migratorie a populației.
Analiza populației se realizează cu ajutorul caracteristicilor acesteia:

sexul, vârsta, etnia, religia, educația, ocupația, domiciliul. Alte aspecte abordate sunt starea de sănătate, distribuția geografică, condițiile de locuit, nivelul veniturilor, consumul de alimente, presiunea asupra teritoriului, efectele economice ale modificării populației.

Studiul populației oferă informatii importante pentru managementul economiei, educatiei si sănătății, pentru construcția de locuinte și pentru protecția mediului.

Politicile populatiei trebuie să aibă în vedere faptul ca orice modificare a tendintelor demografice afectează obiectivele economice și sociale.